# 오찬
오찬 (吾粲, ? ~ 245년)은 삼국시대의 무장, 정치가로 자는 공휴(孔休)이며 양주(揚州) 오군(吳郡) 사람이다.

## 생애
손하(孫河)가 조정현장(鳥程縣)으로 있을 당시 그의 밑에서 벼슬을 하였으며, 손하가 장군(將軍)이 되자 그의 추거로 오찬은 곡아(曲阿)의 승(丞)으로 임명되었으며, 장사(長史)로 승진했다. 손권(孫權)이 거기장군(車騎將軍)이 되자, 오찬을 주부(主簿) 삼았으며, 산음(山陰)의 영(令)으로 임명된 뒤, 참군교위(參軍校尉)로 승진했다. 이후 회계태수(會稽太守)가 되었으며, 소의중랑장(昭義中郞將)으로 임명되어 여대(呂岱)와 함께 산월(山越)을 토벌하였다.
이후 둔기교위(屯騎校威), 소부(少府)로 승진했으며, 243년 황태자(皇太子) 손화(孫和)의 교육을 맡은 감택(闞澤)과 설종(薛綜)이 차례로 사망하자 태자태부(太子太傅)가 되었다. 손화와 그의 동생 손패(孫覇)가 손권의 후계를 둘러싸고 다툼을 벌이자, 적자와 서자의 구분을 분명히 할 것을 주장하며 손화를 지지하였다. 오찬은 손패를 하구(夏口)의 지휘관으로 임명하고, 손패파의 핵심 인물인 양축(楊竺)을 쫓아낼 것을 주장하였고, 육손(陸遜)에게 도움을 요청하는 편지를 보냈다.
하지만 손패와 그의 측근인 양축의 반발을 사게 되었고, 그들의 참언으로 인하여 손권의 분노를 사, 손화파의 고담(顧譚)과 고승(顧承)이 유배될 당시 오찬은 육손과 후계자에 관련된 편지를 주고받은 일로 인하여 하옥되어 주살당했다.

## 같이 보기
- 삼국지 인물 목록